# Jean Ionescu (actor)
Jean Ionescu (n. 9 iunie 1928, Constanța, România – d. 16 ianuarie 1994, Constanța, România) a fost un actor român, care a îndeplinit mulți ani funcția de director al Teatrului de Stat din Constanța (1958–1969 și 1972–1984).
S-a retras din funcția de director în anul 1984, după ce a condus timp de peste două decenii Teatrul Dramatic din Constanța, și i-a succedat actorul Lucian Iancu.

## Distincții
- Medalia Muncii (10 ianuarie 1957) „cu ocazia aniversării a 5 ani de la înființarea Teatrului de Stat din Constanța și pentru merite deosebite în activitatea artistică”[4]
- Ordinul „Meritul Cultural” clasa a IV-a (6 noiembrie 1967) „pentru merite deosebite în domeniul artei dramatice”[5]

## Filmografie
- Zile fierbinți (1975)
- Toate pînzele sus (serial TV, 1977) - ep. 5
- Pentru patrie (1978)
- Melodii, melodii (1978)
- Un echipaj pentru Singapore (1982)